# مارگریتا گرانباسی
مارگریتا گرانباسی (انگلیسی: Margherita Granbassi؛ زادهٔ ۱ سپتامبر ۱۹۷۹) ورزشکار شمشیربازی اهل ایتالیا است.
وی در مسابقات کشوری و بین‌المللی در مجموع برندهٔ ۲ مدال طلا، ۳ مدال نقره، ۲ مدال برنز شده‌است.